# Pelomyxa
Pelomyxa je rod měňavek, který patří mezi měňavkovce (Amoebozoa), ale o jeho konkrétních příbuzenských vztazích s dalšími amébami ještě není příliš jasno. Vykazuje jistou příbuznost s rody Entamoeba a Endamoeba ze skupiny Archamoebae. Známým druhem je měňavka bahenní (Pelomyxa palustris), která může dorůstat velikosti až 3 milimetry, což je na jednobuněčný organismus opravdu hodně.
Tvoří vždy jen jednu panožku (je monopodální) a má proto někdy hůlkovitý tvar. Mnohdy obsahuje zelené řasové fotobionty, naopak postrádá mitochondrie, hydrogenozomy i peroxizomy. Je mikroaerofilní, neboť žije v detritu na dně vod, kde je kyslíku nedostatek. Má dále vakuoly a minerální zrna či krystaly.